# Segurança privada

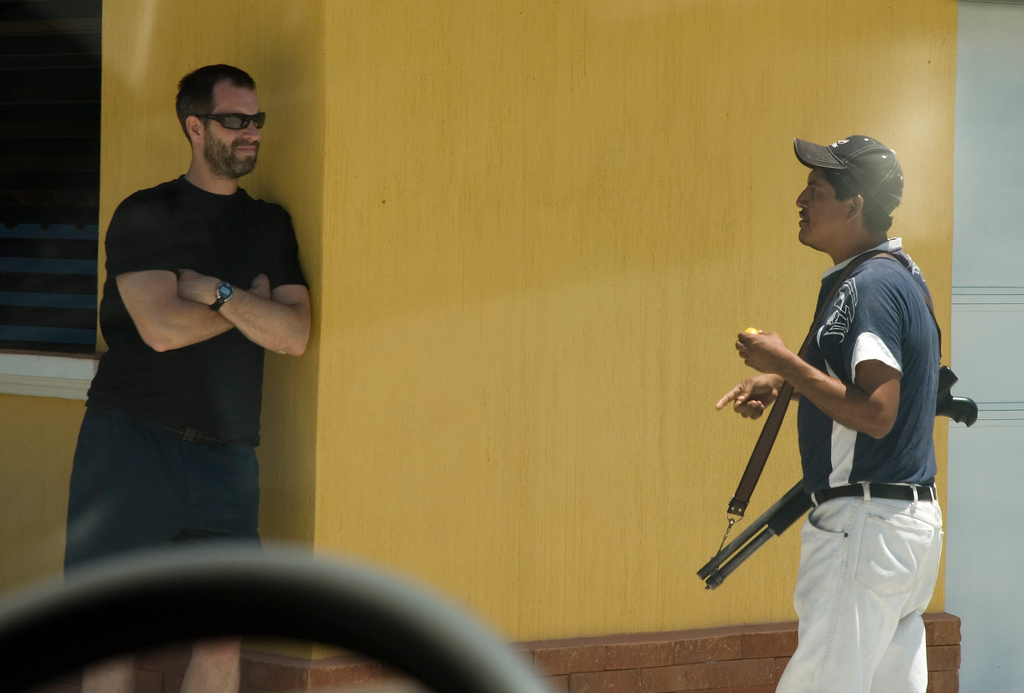
À direita, agente de segurança privada na Guatemala

A segurança privada é o ramo de atividade econômica que tem, por objetivo, a proteção de patrimônios e de pessoas. Enquanto a segurança pública é dever do Estado, a segurança privada é uma faculdade de proteger a si, sua família, seus empregados, seus bens etc., nos limites permitidos pela lei.

## Em Portugal
Em Portugal, as atividades de segurança privada são reguladas, autorizadas e fiscalizadas pelo sistema integrado de gestão de segurança privada- SIGESP da Polícia de Segurança Pública - PSP. Considera-se pessoal de vigilância os indivíduos vinculados, por contrato de trabalho, às entidades titulares de alvará ou de licença, habilitados a exercerem as funções de vigilante, de proteção pessoal ou de assistente de recinto desportivo.

## No Brasil
Já no Brasil, a segurança privada é disposta pela Lei 7 102/1983 , regulamentada pelo Decreto 89.056/1983  e normatizada pela portaria Portaria Nº 18.045, de 17 de abril de 2023 e  Nº 3 233/2012-DG/DPF, de  10 de dezembro de 2012, que esta parcialmente revogada excetos seus anexos. A segurança privada é considerada por membros do setor como uma espécie de serviço elitizado de proteção ao patrimônio e à vida, sendo um serviço em crescimento no país, cujo crescimento é intimamente ligado à sensação de aumento da violência. Há cursos de MBA voltados para a disciplina.
A atividade é fiscalizada pela Polícia Federal, mas especialistas concordam que a instituição não tem capacidade de fiscalização necessária.